# Distribuidora Catarinense de Energia Elétrica
A Distribuidora Catarinense de Energia Elétrica S/A, melhor conhecida como DCELT Energia, é uma empresa privada de distribuição de energia elétrica com atuação no estado brasileiro de Santa Catarina, com sede em Xanxerê. Até setembro de 2020, era chamada Iguaçu Distribuidora de Energia Elétrica, ou simplesmente "Iguaçu Energia". Hoje é uma sociedade anônima, embora tenha sido uma sociedade limitada até setembro de 2022.
É uma das cinco concessionárias de energia em operação em Santa Catarina. Além disso, no cenário nacional, faz parte de uma das catorze empresas da ABRADEMP - Associação Brasileira de Distribuidoras de Energia de Menor Porte.
Em 2021, a empresa teve uma receita anual de R$ 116,3 milhões.; em 2023, a receita subiu para R$ 143,83 milhões.
Em abril de 2022, a empresa Dcelt foi adquirida pela BID Energia.

## Área de concessão
A DCELT Energia presta serviços para mais de 80 mil habitantes, em sua área de concessão de  1.252 km² na região oeste de Santa Catarina, abrangendo os municípios de Xanxerê, Xaxim, Marema, Entre Rios, Bom Jesus, Lajeado Grande, além de porção de Ipuaçu, Cordilheira Alta e Coronel Freitas. O setor primário é a grande base da economia desses municípios.

## História
A DCELT foi fundada em março de 1959, por um grupo de empresários de Xanxerê e Xaxim interessados em prover a falta de energia elétrica na região. Na época chamada "Indústria de Papelão Chapecozinho", consistia apenas em uma pequena usina no curso do rio Xanxerê que fornecia 120 KWh, os quais serviam para o funcionamento de uma serraria durante o dia e para a iluminação de residências à noite.  
Com a crescente demanda, a empresa iniciou a venda de suas cotas para financiar a construção de uma usina maior, a "Passo Velho" no Rio Chapecozinho, na zona rural de Bom Jesus. A primeira turbina da usina, nove vezes mais potente do que a usina de Xanxerê, foi inaugurada em dezembro de 1960. Mais tarde, em 1965, foi instalada a segunda turbina, passando a geração de energia a ser de 1950 KWh.
Em setembro de 1968, a empresa recebeu autorização do governo para atuar como concessionária de energia, através da portaria nº 636 do Ministério de Minas e Energia. Em 1970, a Indústria de Papelão Chapecozinho Ltda. tornou-se Hidrelétrica Xanxerê Ltda. Em 1973, a empresa inaugurou a segunda usina no rio Chapecozinho, construída na "Linha Voltão", interior de Xanxerê. Em 1975, a produção de energia alcançou 4300 KWh. 
Em 2001, a Hidréletrica Xanxerê recebeu a certificação ISO 9001/2000. Em outubro de 2003, para atuar exclusivamente como distribuidora de energia, realizou sua última alteração de razão social, tornando-se Iguaçu Distribuidora de Energia Elétrica Ltda.
Em 21 de setembro de 2020, houve nova mudança quando a Iguaçu Energia modificou seu nome para Distribuidora Catarinense de Energia Elétrica Ltda.
Em abril de 2022, a DCELT foi adquirida pelo grupo BID Energy, do ramo de comercialização de energia, por valor de negociação não revelado. Ainda em seu primeiro ano de comando, a nova gestão apresentou uma série de investimentos na área de concessão, bem como projetos sociais e ambientais.

## Rankings e prêmios
Em 2008, a empresa, então chamada Iguaçu Energia, recebeu o Prêmio IASC 2008 da Agência Nacional de Energia Elétrica (ANEEL) e foi então eleita a melhor distribuidora de energia do país. Com base em uma pesquisa de consumidores, a empresa obteve a de pontuação 83,98 no IASC - Índice Aneel de Satisfação do Consumidor, enquanto a média nacional era de 62,62.
Em 2021, entre as concessionárias de pequeno porte (até 400 mil unidades consumidoras), a DCELT ficou entre as últimas colocadas no ranking de continuidade de fornecimento de energia elétrica, ocupando o 16° lugar, logo atrás da COOPERALIANÇA (RS) e à frente da FORCEL (PR). O critério do ranking foi o Indicador de DGC - Desempenho Global de Continuidade, que considera a duração e frequência de interrupções de energia em relação ao limite estabelecido pela ANEEL.